# Vlag van Achterveld

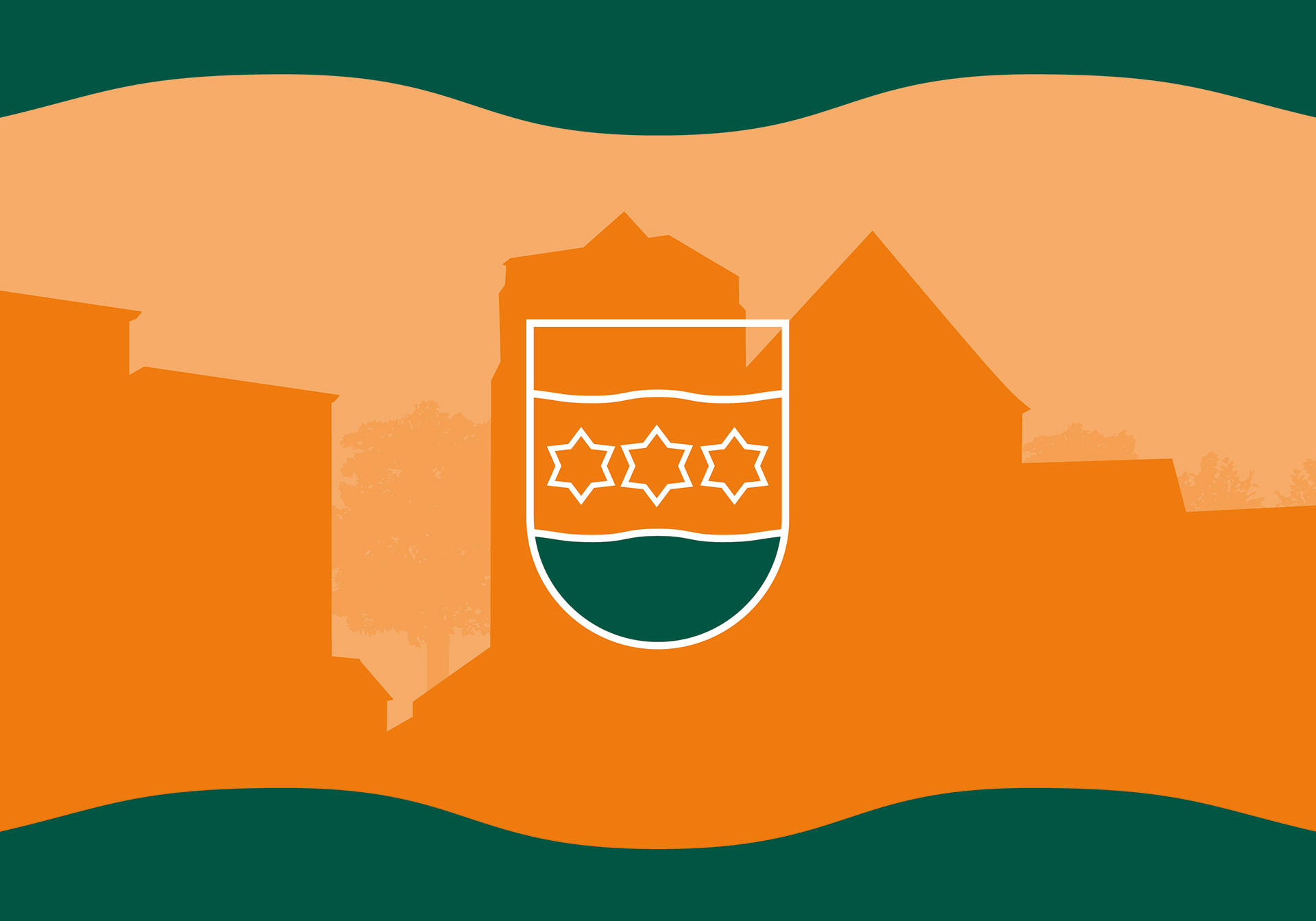
Vlag van Achterveld

De vlag van Achterveld werd 28 april 2024 door de bewoners van het Nederlandse dorp Achterveld in gebruik genomen.
De vlag heeft een oranje vlak,  met daarop het wapen van het dorp. De groene boven- en onderrand stellen als golflijnen de Modderbeek en de Barneveldse Beek waartussen het dorp is gelegen.

## Symboliek van het dorpswapen
De drie sterren in het dorpswapen staan voor de drie sterren van het dorp: De Sint-Jozefkerk, het verenigingsleven en de dorpsgemeenschap. Het groen onderin het wapen staat als teken van de aarde en als verwijzing naar de agrarische achtergrond. Het fundament van het dorp, waar Achterveld uit ontstaan is.

## Symboliek van de vlag
Op de vlag zijn een aantal Achterveldse symbolen terug te vinden. Zo is er een deel van de Hessenweg en de Barneveldse Beek te zien als lijnen in de vlag. Aan de Hessenweg bevindt zich de dorpskern van Achterveld, waaraan de Sint-Jozefkerk en het landbouwcoöperatiegebouw liggen.
Het ontwerp van de vlag is van Lars Ossendrijver en op initiatief van hem en Lucien Pot, beiden dorpsbewoners, gemaakt.
Abcoude
· Achterveld
· Austerlitz
· Haarzuilens
· Hoogland
· Hooglanderveen
· Lage Vuursche
· Meerkerk
· Vinkeveen
· Waverveen
· Zegveld
· Zijderveld
· Zuilen